# Loueuse
Loueuse är en kommun i departementet Oise i regionen Hauts-de-France i norra Frankrike. Kommunen ligger i kantonen Songeons som tillhör arrondissementet Beauvais. År 2022 hade Loueuse 151 invånare.

## Befolkningsutveckling
Antalet invånare i kommunen Loueuse
| Referens: INSEE |